# Ријас
Ријас (гал. ría) је залив настао потапањем речних долина у брдовитим приобалним пределима. Настаје дуж обала које пресецају планинске венце под скоро правим углом. Најтипичнији ријаси развијени су у северозападној Шпанији, југозападној Ирској, јужној Кини, затим Бретањи и на истоку Аустралије. Ријаси на Јадранском мору су Лимски канал и Бока Которска.